# Hvolsvöllur
Hvolsvöllur é uma pequena cidade da Islândia, situada a 106 km a Leste de Reiquiavique.
Tem cerca de 1 080 habitantes (2024), e é a maior localidade da comuna de Rangárþing eystra.

Hvolsvöllur está ligada à Saga de Njáll - um clássico da literatura islandesa.
O seu "Centro da Saga de Hvolsvöllur" (Hvolsvöllur Sagacenter) é um dos museus mais interessantes para crianças de toda a Islândia.

Em 2010, recebeu pessoas evacuadas da área afetada pela erupção do vulcão de Eyjafjallajökull.

## Economia
A economia local está baseada no turismo, na indústria ligeira, no comércio,  e na prestação de serviços.

## Transportes
Hvolsvöllur é servida pela estrada de circunvalação Hringvegur (islandês: Þjóðvegur 1) que circunda toda a ilha, sempre próximo ao litoral e ligando todas as principais cidades do país. 

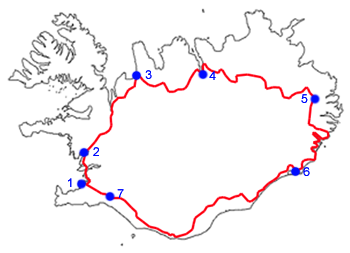
A estrada Hringvegur.

Na proximidade da localidade há um aeroporto com ligação às Ilhas Vestmannaeyjar.

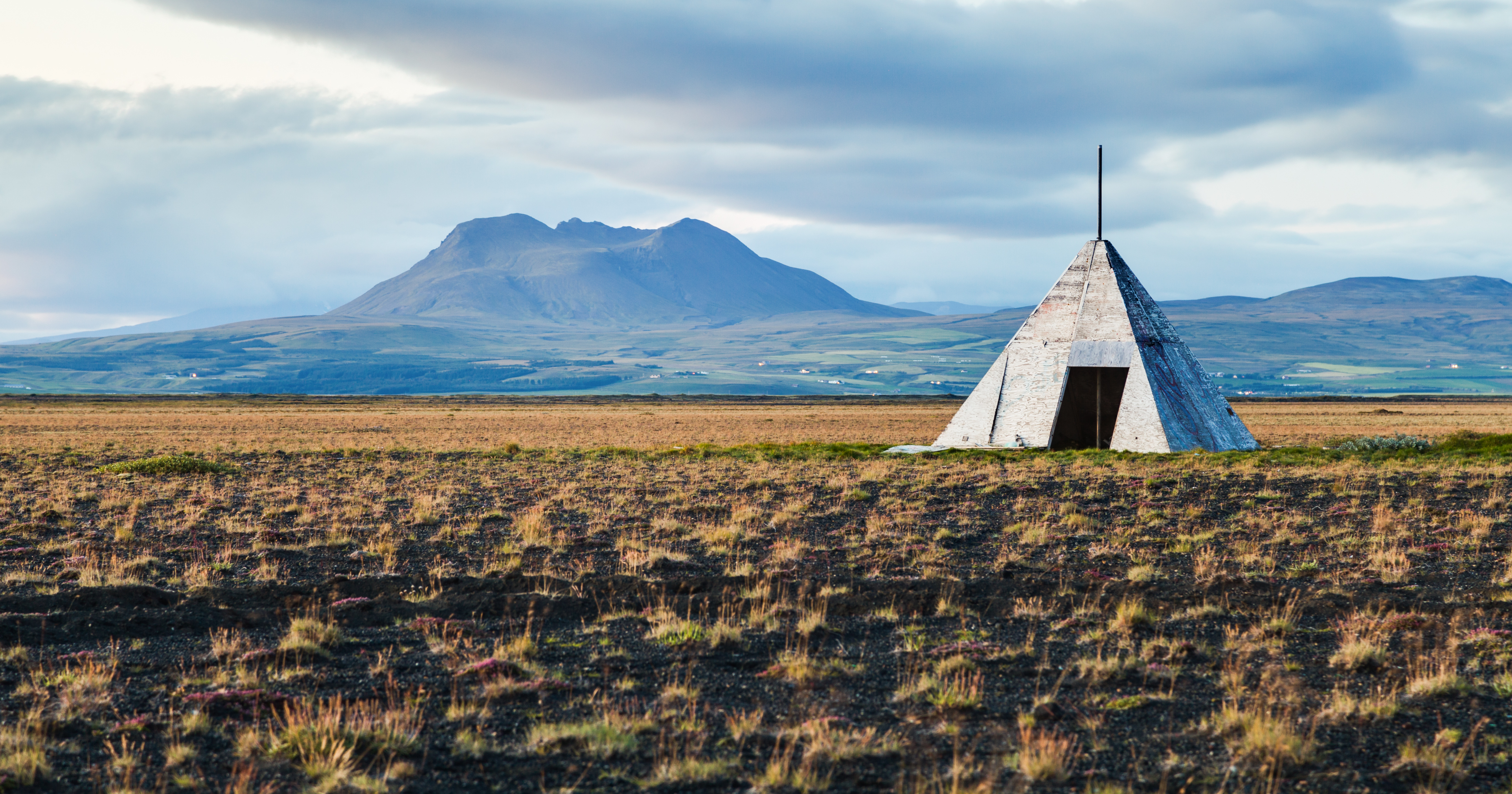
O aeroporto da localidade.

## Património
No património turístico e cultural da cidade, pode ser destacado:

- Centro da Saga de Hvolsvöllur (islandês: Hvolsvöllur Sagacenter; exposição ativa dedicada ao mundo dos vikings e das sagas nórdicas)

## Galeria

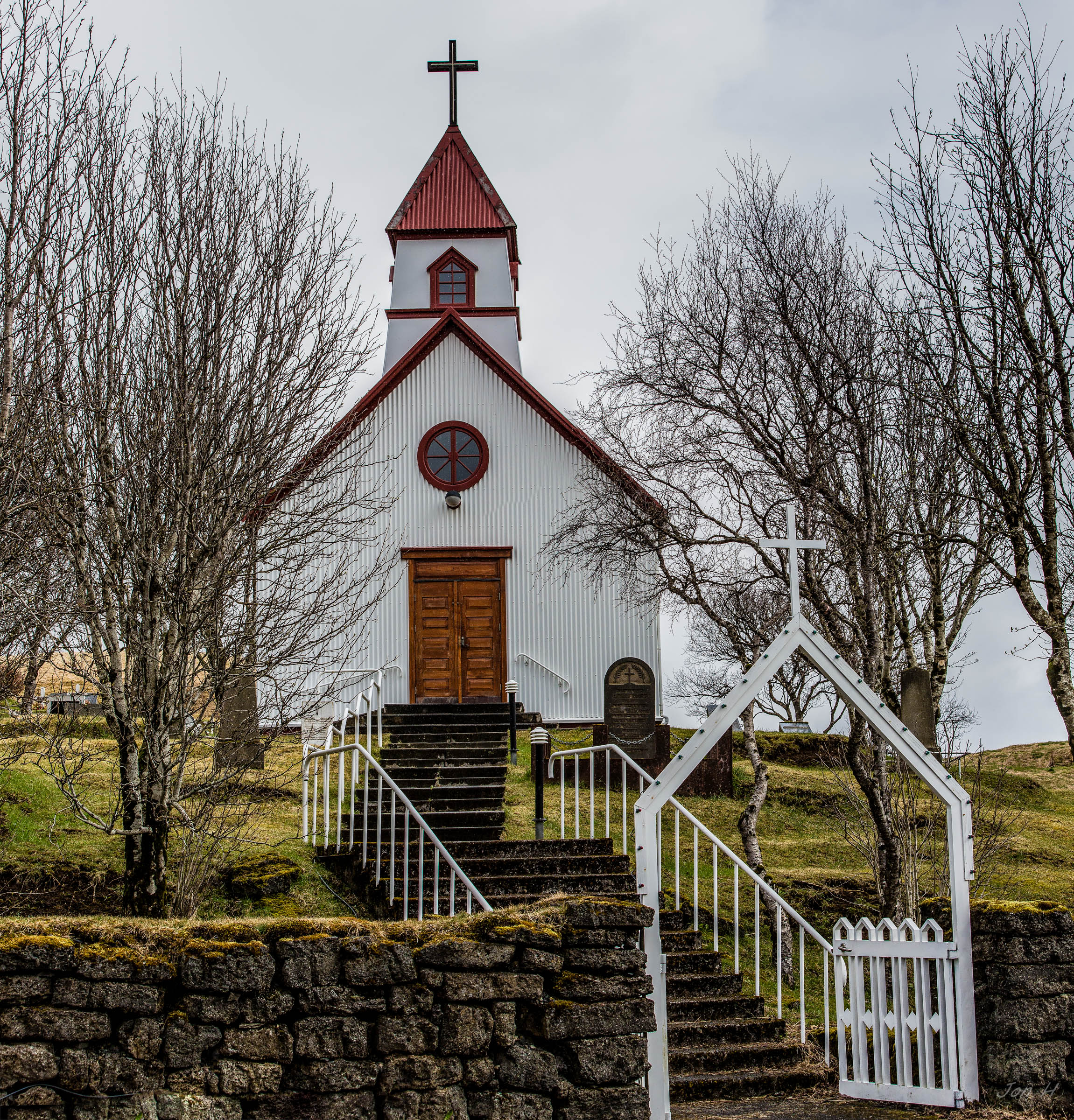
Igreja Stórólfshvolskirkja
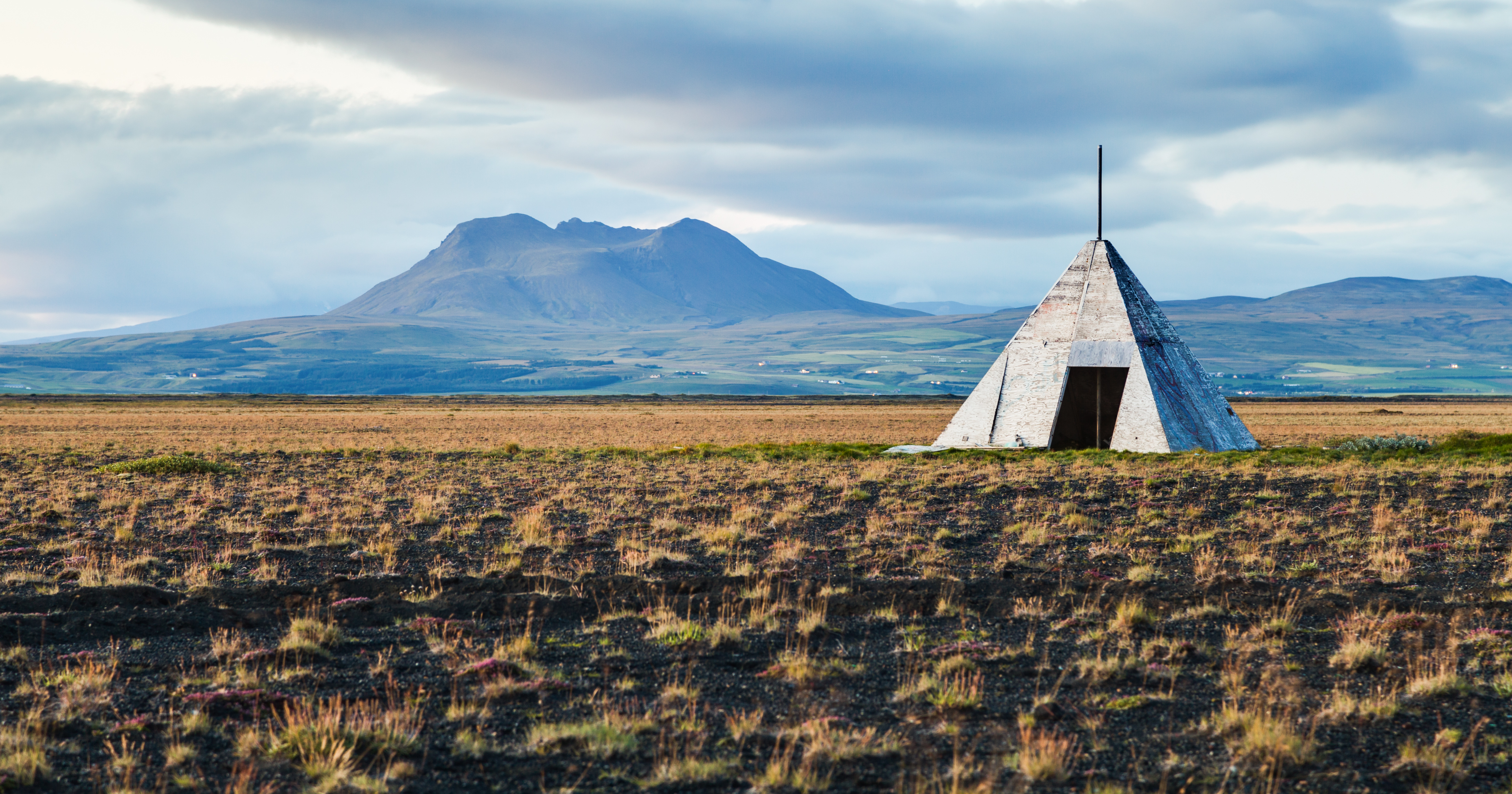
Aeroporto perto da cidade